# U-612
| U-612 | U-612 | U-612 |
| --- | --- | --- |
| U 612 | | |
| | | |
| Зображення підводного човна підтипу VIIC                                                                     | | |
| Верф | Blohm + Voss, Гамбург                                                                                              | Blohm + Voss, Гамбург                                                                                              |
| Під прапором                                                                                                 | Третій Рейх | Третій Рейх |
| Належність                                                                                                   | Крігсмаріне | Крігсмаріне |
| Порт приписки                                                                                                | Кіль, Мемель, Готенгафен, Екернферде, Варнемюнде                                                                   | Кіль, Мемель, Готенгафен, Екернферде, Варнемюнде                                                                   |
| Замовлення                                                                                                   | 15 серпня 1940 | 15 серпня 1940 |
| Закладений                                                                                                   | 21 квітня 1941 | 21 квітня 1941 |
| Спуск на воду                                                                                                | 9 січня 1942 | 9 січня 1942 |
| Введений до складу флоту                                                                                     | 5 березня 1942 | 5 березня 1942 |
| На службі | 1942—1945 | 1942—1945 |
| Загибель | 1 травня 1945 року затоплений у Варнемюнде; після війни піднятий та розібраний                                     | 1 травня 1945 року затоплений у Варнемюнде; після війни піднятий та розібраний                                     |
| Сучасний статус                                                                                              | розібраний на брухт                                                                                                | розібраний на брухт                                                                                                |
| Бойовий досвід                                                                                               | Друга світова війна Кампанія на Балтійському морі                                                                  | Друга світова війна Кампанія на Балтійському морі                                                                  |
| Проєкт | | |
| Тип ПЧ | середній торпедний ДПЧ                                                                                             | середній торпедний ДПЧ                                                                                             |
| Вартість | 4 714 000 ℛℳ | 4 714 000 ℛℳ |
| Основні характеристики                                                                                       | | |
| Швидкість (надводна)                                                                                         | 17,9 вузлів | 17,9 вузлів |
| Швидкість (підводна)                                                                                         | 8 вузлів | 8 вузлів |
| Робоча глибина занурення                                                                                     | 100 м | 100 м |
| Гранична глибина занурення                                                                                   | 220 м | 220 м |
| Автономність плавання                                                                                        | 135—174 км на швидкості 4 вузли (в підводному положенні) 11 470 км на швидкості 10 вузлів (у надводному положенні) | 135—174 км на швидкості 4 вузли (в підводному положенні) 11 470 км на швидкості 10 вузлів (у надводному положенні) |
| Екіпаж | 44-60 осіб | 44-60 осіб |
| Розміри | | |
| Довжина найбільша (по КВЛ)                                                                                   | 67,1 м | 67,1 м |
| Ширина корпусу найб.                                                                                         | 6,2 м | 6,2 м |
| Висота | 9,6 м | 9,6 м |
| Середня осадка (по КВЛ)                                                                                      | 4,74 м | 4,74 м |
| Водотоннажність надводна                                                                                     | 769 т | 769 т |
| Силова установка                                                                                             | | |
| дизель-електрична; 2 дизельних двигуни MAN M 6 V 40/46, 2 електродвигуни Siemens-Schuckert-Werke GU 343/38-8 | | |
| Гвинти | 2 | 2 |
| Потужність                                                                                                   | 2800—3200 к.с. (дизелі) 750 к.с. (електродвигуни)                                                                  | 2800—3200 к.с. (дизелі) 750 к.с. (електродвигуни)                                                                  |
| Озброєння | | |
| Артилерія | 1 × 88-мм палубна гармата SK C/35                                                                                  | 1 × 88-мм палубна гармата SK C/35                                                                                  |
| Торпедно- мінне озброєння                                                                                    | 4 носових і один кормовий ТА 14 торпед або 26 мін TMA                                                              | 4 носових і один кормовий ТА 14 торпед або 26 мін TMA                                                              |
| ППО | 1 × 37-мм зенітна гармата Flak M42 2 × 20-мм зенітні гармати FlaK 30                                               | 1 × 37-мм зенітна гармата Flak M42 2 × 20-мм зенітні гармати FlaK 30                                               |

U-612 — німецький середній підводний човен типу VIIC, що входив до складу Військово-морських сил Третього Рейху за часів Другої світової війни. Закладений 21 квітня 1941 року на верфі № 588 Blohm + Voss у Гамбурзі. Спущений на воду 9 січня 1942 року. 5 березня 1942 року корабель увійшов до складу 5-ї навчальної флотилії ПЧ ВМС нацистської Німеччини.

## Історія
U-612 належав до німецьких підводних човнів типу VIIC, найчисельнішого типу субмарин Третього Рейху, яких було випущено 703 одиниці. Службу розпочав у складі 5-ї навчальної флотилії ПЧ. 6 серпня 1942 року затонув у Балтійському морі на північний схід від Леби внаслідок зіткнення з U-444. 2 члени екіпажу човна загинули та 43 вижили. 18 серпня 1942 року човен був піднятий, відремонтований у Holmwerft у Данцигу та 31 травня 1943 повернутий до служби до 24-ї навчальної флотилії ПЧ як навчальний. 1 березня 1945 року переведений до 31-ї флотилії ПЧ Крігсмаріне, в якій перебував до кінця війни. У бойові походи не виходив, жодного корабля або судна не потопив та не пошкодив.
1 травня 1945 року через загрозу захоплення U-612 був затоплений на базі підводних човнів у Варнемюнде. У липні 1945 року корабель піднятий та розібраний на брухт.

## Командири
- капітан-лейтенант Пауль Зігманн (5 березня — 6 серпня 1942)
- оберлейтенант-цур-зее Теодор Петерсен (31 травня 1943 — 20 лютого 1944)
- оберлейтенант-цур-зее Ганс-Петер Дік (нім. Hans-Peter Dick) (20 лютого 1944 — 1 травня 1945)